# Підпалюк Юрій Ігорович
Юрій Ігорович Підпалюк (нар. 9 вересня 1952 Лев'ятин, Червоноармійський райо́н, Ровенська область, Українська РСР, СРСР — пом. 4 травня 1992, Львів, Україна) — український радянський футболіст. 
Нападник, виступав за «Карпати» (Львів), «Спартак» (Івано-Франківськ), СКА (Львів) і «Торпедо» (Луцьк). У вищій лізі провів 35 ігор (2 голи).
Навчався у Львівському інституті фізкультури.
Жив у м.Радивилові, похований на Лев'ятинському кладовищі біля міста.